# 清水優人
清水 優人（しみず ゆうと、1988年1月23日 - ）は、日本のプロボクサー。千葉県富津市出身。木更津グリーンベイボクシングジム所属。

## 来歴
小学校3年生からボクシングを始めた。君津商業高校卒業。
2007年4月7日のプロデビュー戦は判定勝ち。
その後2016年4月17日に大阪府立体育会館第2競技場で日本スーパーウェルター級王者野中悠樹と日本スーパーウェルター級タイトルマッチを行い、10回0-3（93-97、93-98、92-99）判定負けで日本王座獲得に失敗。
そして2019年11月2日に後楽園ホールで日本2階級制覇王者新藤寛之とチャンピオンカーニバル最強挑戦者決定戦を行い、8回3-0(76-75、77-75、77-74)判定勝ちで日本スーパーウェルター級王座への挑戦権を獲得した。
2020年10月3日、後楽園ホールで日本スーパーウェルター級王者の松永宏信に挑戦するも、7回2分40秒TKO負けを喫し、王座獲得に失敗した。

## 獲得タイトル
- 2019年度日本スーパーウェルター級最強挑戦者

## 戦績
- プロボクシング - 20戦13勝5敗2分（5KO）